# Kelet-Európa
Kelet-Európa az európai kontinens keleti részét jelöli. Nincs pontos meghatározása a kelet-európai területnek, mert a kifejezés geopolitikai, földrajztudományi, etnikai, kulturális és társadalmi-gazdasági értelemben különféle határokat ad meg a területnek.

## Földrajzilag

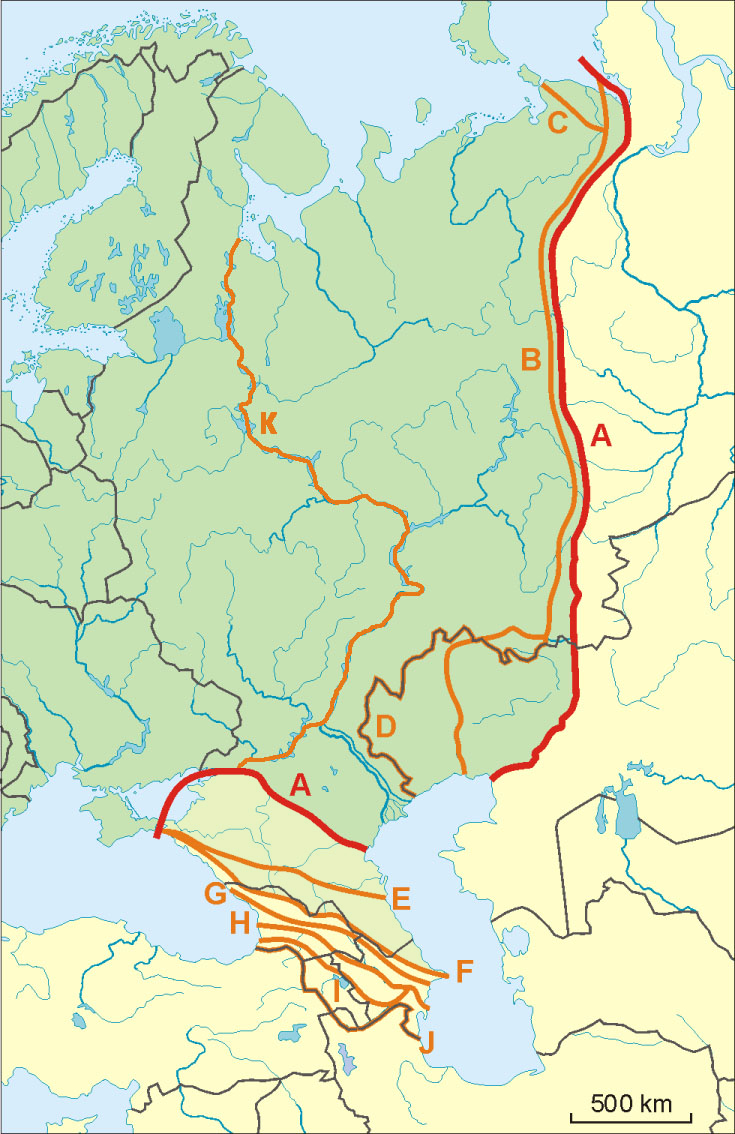
Európa és Ázsia földrajzi határának különböző meghatározásai

Mai elfogadott, szűkebb földrajzi értelmében Kelet-Európa a Kárpátoktól, illetve a lengyel síkságtól keletre fekvő területet, összefoglaló nevén a Kelet-európai-síkságot jelöli. Nyugati földrajzi határa 90%-ban az egykori Szovjetunió politikai határvonalával esik egybe, míg keleten az Urál hegység illetve a Kaukázus jelöli végét.

### Államai
- Fehéroroszország
- Ukrajna
- Grúzia[1]
- Moldova[1]
  -  Dnyeszter Menti Köztársaság – el nem ismert de facto állam, nemzetközi jogilag Moldova területén
- Oroszország (az európai része)

Természetföldrajzilag  Románia Kárpátokon kívüli területeinek nagy része (Havasalföld, Moldva) szintén Kelet-Európához tartozik, ennek ellenére az országot gyakrabban sorolják Délkelet- vagy Közép-Európához.

### Éghajlata
Kelet-Európa szinte teljes egészében egyetlen hatalmas összefüggő sík szárazföld. A terület legnagyobb részén a száraz kontinentális éghajlat dominál, forró nyarakkal és hideg telekkel. A síkság éghajlata ennek ellenére nem egyöntetű. Nyugatról kelet felé haladva csökken az éves csapadékösszeg. A Baltikum egyes területein 600 millimétert meghaladó az éves csapadékmennyiség, ám az Ural folyótól nyugatra lévő területeken még a 250 mm-t sem éri el. Kelet-Európában kelet és dél felé haladva nő az éves hőingás. Míg a Baltikumban 14-16 °C a különbség január és július átlagos hőmérséklete között, addig Volgográdban és Kazanyban már a 30 fokot is meghaladja az éves hőingás. A hőingás keleti irányú növekedését a Kelet-Európát jellemző igen zord kontinentális telek okozzák. Észak felé haladva kontinentális éghajlat fokozatosan megy át az északi sarkkört körbefutó hideg telű és hűvös nyarú tundra éghajlatba. A Fekete-tenger partja mentén apróbb, hegyek által észak felől védett területeken megjelenik a mediterrán éghajlat is. Ezeknek legjellemzőbb példái a kifejezetten enyhe telű Szocsi és Jalta, ahol az utcákon szubtrópusi növényeket ültetnek. A Kaukázus európai oldalán hegyvidéki az éghajlat.

### Főbb vizei
Tengerek, tavak
- Fekete-tenger
- Ladoga-tó
- Csúd (Peipsi)-tó
- Ribinszki-víztározó
- Azovi-tenger

Folyók
- Volga
- Dnyeper
- Dnyeszter
- Don
- Daugava

### Jelentős városai
- Minszk
- Kijev (Kijiv)
- Odessza
- Szentpétervár
- Moszkva
- Volgográd
- Doneck
- Harkiv
- Kazany
- Nyizsnyij Novgorod
- Szamara

## Kelet-Európa régebbi értelmezése
Az 1990-es évek elejéig használatos tágabb (politikai-földrajzi) értelmezése szerint Kelet-Európának nevezték Európa egész keleti felét, vagyis a Szovjetunió tagállamait és a szovjet befolyás alatt álló keleti blokk államait, azaz Európa szocialista országait. Ide sorolták például a három balti államot (Észtország, Lettország és Litvánia), Jugoszláviát,Albániát , Romániát, Magyarországot, Csehszlovákiát, Lengyelországot és az egykori NDK-t (Kelet-Németország) is, bár ezek az országok szűkebben vett földrajzi értelemben Észak-Európa, Délkelet-Európa és Közép-Európa részeit képezték.
A három kaukázusi államot, Azerbajdzsánt, Örményországot és Grúziát valamint Ciprust és Törökországot is politikai és kulturális szempontból gyakran Kelet-Európa részének tekintik (pl. nemzeti válogatottjaik, illetve klubcsapataik minden sportágban az európai kupákban indulnak, emellett résztvevői az Eurovíziós Dalfesztiváloknak is), földrajzilag azonban nagyobbrészt vagy egészében Ázsia részét képezik (felosztás kérdése, hogy van-e európai területük és milyen mértékben). A közép-ázsiai Kazahsztánt ugyanakkor általában nem sorolják Kelet-Európához, bár földrajzilag területének egy jelentős része Európához tartozik, amennyiben az Urál folyót tekintjük a két földrész határának (ugyanakkor labdarúgó-szövetségük 2002-ben az ázsiai konföderációból átjelentkezett az európaiba).